# Charles Clément
Charles Philibert Joseph Clément (Dour, 16 mei 1846 - Luik, 13 mei 1913) was een Belgisch senator.

## Levensloop
Clément was wapenfabrikant in Luik.
Hij werd voor de Liberale Partij, waar hij tot de progressieve strekking behoorde, in 1900 verkozen tot senator voor het arrondissement Luik en bleef zetelen tot aan de verkiezingen van 1908. Hij werd opnieuw verkozen in 1912, ditmaal voor de socialistische Belgische Werkliedenpartij, een mandaat dat onderbroken werd door zijn overlijden.